# 南海地震

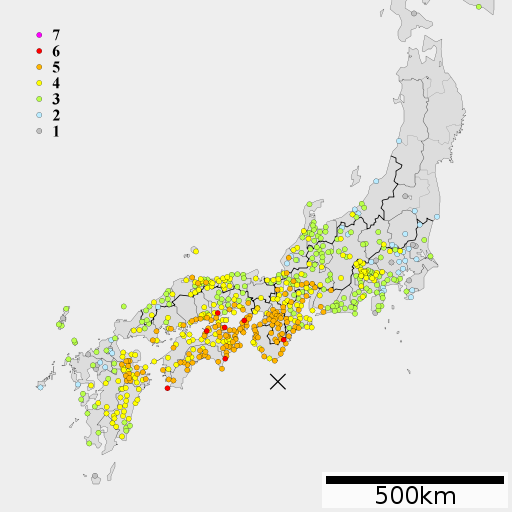
昭和南海地震的震度分布

南海地震（日语：／ Nankai jishin），又稱南海大地震、南海道地震，是以紀伊半島紀伊水道水域至四國南方水域為震源域的巨大地震。亦指發生南海海槽西側板塊間断層滑動的低角逆断層型地震。
南海地震狹義上指1946年（昭和21年）昭和南海地震，廣義上是安政南海地震、寶永地震（南海海槽幾乎全域為震源域）等以南海道水域為震源域的历史地震總稱。2001年「東南海、南海地震等相關專門調查會」（東南海、南海地震等に関する専門調査会）設置以來，南海地震用作以土佐灣至紀伊水道水域為震源域的固有地震名稱。